# Fontaines D.C.
Fontaines D.C. — ірландський пост-панк гурт, створений у Дубліні у 2014 році.
До складу групи входять
- Гріан Чаттен — вокал, тамбурин
- Карлос О'Коннелл — гітара, бек-вокал
- Конор Керлі — гітара, клавішні, бек-вокал
- Конор Діган III — бас, гітара, бек-вокал
- Том Колл — барабани, перкусія, бек-вокал

Учасники гурту познайомилися під час навчання в музичному коледжі та об'єдналися через спільну любов до поезії. Вони почали самостійно випускати сингли та регулярно виступати наживо, підписавши контракт з лейблом Partisan Records у 2018 році. Дебютний альбом гурту, Dogrel вийшов 12 квітня 2019 року і отримав широке визнання критиків. Він був названий альбомом року на сайті музичного магазину Rough Trade, визнаний альбомом року ведучими BBC Radio 6 Music, номінований на Mercury Prize та Choice Music Prize.
Другий студійний альбом гурту, A Hero's Death, написаний і записаний під час гастролей на підтримку дебютного альбому, вийшов 31 липня 2020 року. A Hero's Death був номінований у категорії «Найкращий рок-альбом» на премію «Греммі»у 2021 році. Їхній третій альбом, Skinty Fia, випущений у 2022 році, став першим альбомом гурту, який посів перше місце в ірландському чарті альбомів та чарті альбомів Великої Британії, а також сприяв отриманню премії Brit Award у номінації «Міжнародний гурт». Четвертий альбом гурту, Romance, вийшов 23 серпня 2024 року. Romance отримав нагороду за найкращий альбом на церемонії нагородження Rolling Stone UK Awards 2024.

## Історія

### 2014: Становлення
Карлос О'Коннелл, Конор Керлі, Конор Діган, Гріан Чаттен і Том Кол познайомилися під час навчання в музичному коледжі BIMM в районі Ліберті, Дублін. Вони об'єдналися через спільну любов до поезії і випустили дві збірки віршів під назвою Vroom, натхненні біт-поетами (Джеком Керуаком, Алленом Гінзбергом), і Winding, натхненні ірландськими поетами Патріком Кавана, Джеймсом Джойсом і В.Б. Єйтсом. Жоден з опублікованих віршів не переріс в пісню, але трек «Television Screens» на їхньому дебютному альбомі Dogrel починався як вірш і згодом був перетворений на пісню.

### 2024–зараз:Romance
17 квітня 2024 року гурт оголосив про вихід свого четвертого альбому «Romance» на лейблі XL Recordings. Одночасно гурт випустив сингл «Starburster» і зробив альбом доступним для попереднього замовлення. Для роботи над “Romance” гурт працював з продюсером Джеймсом Фордом. «Romance» був випущений 23 серпня 2024 року. Він дебютував на 2 місці у Великій Британії, де подвоїв продажі Skinty Fia за перший тиждень, а також у Бельгії, Ірландії та Нідерландах, потрапивши в топ-10 загалом у 12 європейських країнах. Це також був першим альбом гурту, який потрапив до чарту США, де він посів 97 місце в чарті Billboard 200. Сингли "Starburster", "Favourite" і "In the Modern World" досягли 57, 69 і 52 місця в UK Singles Chart, відповідно, вперше для гурту.
Музика гурту звучала у повнометражному художньому фільмі 2024 року «Птах» режисерки Андреа Арнольд. Кліп на пісню «Bug» з Баррі Кеоганом у головній ролі був складений з кадрів з цього фільму, при цьому група заявила: «Андреа Арнольд була досить люб'язна, щоб нарізати послідовність на нашу мелодію »Bug« за участю Баррі Кеогана, який грає персонажа “Bug” в її останньому фільмі »Птах". Велика подяка Андреа Арнольд за те, що підпустила нас так близько до свого візіонерського всесвіту. Її пам'ятатимуть, як ми пам'ятаємо Бекона або Гойю". Мультиінструменталіст Карлос О'Коннелл дебютував у фільмі, а Інститут сучасного мистецтва у Лондоні описав його гру як "таку, що відіграє ключову роль у, можливо, найбільш пам'ятному музичному моменті фільму".

Гурт отримав дві номінації на премію «Греммі» 2025 року: «Найкращий рок-альбом» за «Romance» та «Найкраще виконання альтернативної музики» за «Starburster». 21 лютого 2025 року гурт випустив окремий сингл «It's Amazing to Be Young», який був записаний під час тих самих сесій, що й “Romance”, але не увійшов до альбому, щоб зробити його «лаконічним». Щодо треку бас-гітарист Конор Діган ІІІ зазначив 
"Я радий, що вона побачила світ, тому що це особлива пісня для нас. Більше через те, як вона була написана, ніж через саму пісню, дивним чином. Вона почала своє життя в присутності новонародженої Карлос, і це просто послання для неї, розумієте. Це було дуже зворушливо. Іноді, як люди, ми можемо бути трохи цинічними. Світ навколо нас може зробити вас такими, якщо ви звертаєте на це увагу. Іноді оптимізм здається необхідною ілюзією, але з народженням нової дитини ми познайомилися з дійсно чистою і глибокою красою і надією, яку не може заперечувати ніхто, хто втомився, або навіть ми самі."
 Сингл буде випущений на лімітованому "неоново-жовтому" вінілі 25 квітня 2025 року з другим невиданим треком, "Before You I Just Forget", написаним гітаристом Конором Керлі.
16 квітня гурт випустив Deluxe версію альбому Romance, до якої увійшли дві нових пісні "Before You I Just Forget" та "Starburster / In Heaven (Lady in the Radiator Song)", яка є даниною Девіду Лінчу поєднує в собі "Starburster" та пісню Девіда "In Heaven (Lady in the Radiator Song)"

## Дискографія
Студійні альбоми:
- «Dogrel» (12 квітня 2019)
- «A Hero's Death» (31 липня 2020)
- «Skinty Fia» (22 квітня 2022)
- «Romance» (2024)

Альбоми живих виступів:
- «Fontaines D.C. Live at Kilmainham Gaol» (12 червня 2021)